# U-126 (1941)
U-126 — большая океанская немецкая подводная лодка типа IX-C, времён Второй мировой войны. 
Введена в строй 22 марта 1941 года. Входила в 2-ю флотилию. Совершила 6 боевых походов, потопила 24 судна (111 564 брт), один военный корабль (450 т), повредила 7 судов (51 674 брт). Погибла 3 июля 1943 года северо-западнее мыса Ортегаль от бомб сброшенных с британского бомбардировщика Vickers Wellington, погибло 55 человек.